# Edme Fouquet
Pour les articles homonymes, voir Fouquet.
Edme Louis Fouquet, né le 22 décembre 1789 à Nantes et mort dans sa ville natale le 9 mars 1873, est surtout connu comme entrepreneur de transport public du type omnibus (donc dans le sillage de Stanislas Baudry, mais avec une entreprise différente) à Paris et Nantes dans les années 1820 à 1840.

## Biographie

### Un comploteur républicain?
Un Louis-Edme Fouquet est cité dans le journal L'Ami de la Religion et du Roi du 14 mai 1817. Il s'agit du compte-rendu d'un procès dit "Affaire de Randon" mené à Bordeaux contre une trentaine de comploteurs bonapartistes (Fouquet est le 24e de la liste) ; le document indique : « Louis-Edme Fouquet, 27 ans, sous-lieutenant en non activité, né et domicilié à Nantes ». Il s'agit donc d'un officier de l'armée napoléonienne placé en demi-solde par la Restauration (comme Stanislas Baudry). Il ne paraît pas invraisemblable d'identifier ce personnage à l'Edme Fouquet des omnibus, qui est originaire de Nantes, fils du tenancier de la célèbre « auberge de la Boule d’Or », située chaussée de la Madeleine.

### L'entrepreneur de transport
Alors que Stanislas Baudry, après Nantes en 1826, lance une compagnie d'omnibus à Paris (l'Entreprise générale d'omnibus) en mars 1828, en septembre, Edme Fouquet y établit la « Compagnie des Dames Blanches » comprenant 15 voitures. Un fait curieux est qu'il reprend le nom de la compagnie nantaise de Baudry. Le succès est là mais un hiver rigoureux sera la cause de la faillite de son entreprise.
De retour à Nantes où la concurrence est rude entre les compagnies, Edme Fouquet prend le monopole des omnibus en éliminant tous ses rivaux et obtient la création de nouvelles lignes. La « Compagnie des Dames Blanches » dure jusqu’à la fin du XIXe siècle.
Dès 1840, trois nouvelles compagnies s’attaquent à son monopole, les Nantaises, les Favorites (également appelées « les Chantenaisines »), et les Bretonnes. En 1852, une quatrième société intervient, les Hirondelles.
C'est ainsi qu'en 1857, favorisées par la mairie, les entreprises fusionnent (sauf les Bretonnes) sous le nom de Compagnie générale des omnibus dont le garage est situé rue des Olivettes.